# Junkers Ju 188
Lo Junkers Ju 188 fu un bombardiere medio, bimotore e monoplano ad ala bassa sviluppato dell'azienda aeronautica tedesca Junkers Flugzeug- und Motorenwerke AG all'inizio degli anni quaranta ed introdotto durante la seconda guerra mondiale come successore del più noto Ju 88.
Nel 1941 le autorità militari tedesche erano alla ricerca dei successori per i principali modelli da bombardamento fino ad allora in prima linea (lo Junkers Ju 88 e lo Heinkel He 111) che con il passare del tempo cominciavano a mostrare segnali di obsolescenza. Nelle intenzioni iniziali lo Ju 188 avrebbe dovuto rappresentare una soluzione transitoria nella ricerca di una nuova generazione di bombardieri, tuttavia si rivelò utile fino al termine del conflitto, venendo utilizzato soprattutto nel ruolo di ricognitore.
Dotato di migliori prestazioni e capacità di carico rispetto al suo predecessore, lo Ju 188 venne prodotto in un numero relativamente limitato di esemplari, sia a causa dell'introduzione di versioni migliorate dello Ju 88 sia a causa del peggioramento, con il procedere della guerra, delle condizioni dell'industria aeronautica tedesca, che concentrò lo sforzo produttivo verso i modelli da caccia privilegiando le loro funzioni di difesa dello spazio aereo nazionale.

## Storia del progetto
Nel 1939, quando già stavano uscendo dalle linee di costruzione i primi esemplari del bombardiere Ju 88, l'ufficio tecnico della Junkers, diretto dall'ingegner Ernest Zindel, stava lavorando al progetto di una nuova versione dello stesso dotata di due propulsori in linea Junkers Jumo 213 a 12 cilindri a V, raffreddati a liquido, con potenza prevista di 1 500 CV. Era prevista l'introduzione di migliorie aerodinamiche, come il cosiddetto "muso tondo", soluzione cara ai progettisti Junkers, ma non al Technisches Amt (ufficio tecnico) del Reichsluftfahrtministerium (Ministero dell'Aviazione, RLM), che preferivano la soluzione "a diamante" tipica dello Ju 88.
A partire dalla fine del 1940 vennero costruiti 10 prototipi (designazione V23/V32) dotati di propulsori radiali BMW 801, raffreddati ad aria, invece dei previsti Jumo 213 ancora indisponibili. Due di questi prototipi, il V27 (immatricolato con marche civili D-AWLN, in seguito con l'identificativo militare GB+NC) e il V30 (matricola D-AFAG, in seguito K9+TH), equipaggiati con una torretta difensiva sopra l'abitacolo, vennero destinati allo sviluppo della prevista versione Ju 88E, la cui configurazione Ju 88E-1 equipaggiata con propulsori Junkers Jumo 213D e torretta difensiva HDL 151/20, fu ordinata in 23 esemplari nel marzo 1942. Il ritardo in cui incorreva allora il programma relativo allo Junkers Ju 288 portò ad una accelerazione dello sviluppo dello Ju 88E che venne denominato Ju 188.
Il 2 dicembre 1942 il prototipo Ju 88B V27 fu ufficialmente ridesignato Ju 188E-1, ma il vero prototipo ufficiale dello Ju 188 fu l'esemplare Ju 88 V44 (matricola NF+KQ), dotato di propulsori Junkers Jumo 211. Questo aereo volò per la prima volta nella primavera del 1942, venendo designato ufficialmente Ju 188 V1 nel mese di ottobre dello stesso anno. Nella configurazione finale l'aereo era equipaggiato con due propulsori radiali a doppia stella BMW 801, aveva "muso tondo" con armamento in torretta, ala di apertura maggiorata, impennaggio di coda ingrandito e dai contorni squadrati. Il secondo prototipo, Ju 188 V2, uscì di fabbrica nel gennaio 1943. Entrambi i velivoli vennero sottoposti a valutazione presso L'Erprobungskommando EK 188.
Mentre la Junkers predisponeva, presso la fabbrica di Bernburg, l'allestimento delle attrezzature per la produzione in serie, il Reichsluftfahrtministerium decise che lo Ju 188 avrebbe dovuto essere equipaggiato indifferentemente con propulsori radiali BMW 801 o in linea Junkers Jumo 213 senza richiedere modifiche ai collegamenti delle unità motrici. Ciò ebbe grande influenza nel successivo sviluppo del velivolo.

## Tecnica

### Cellula

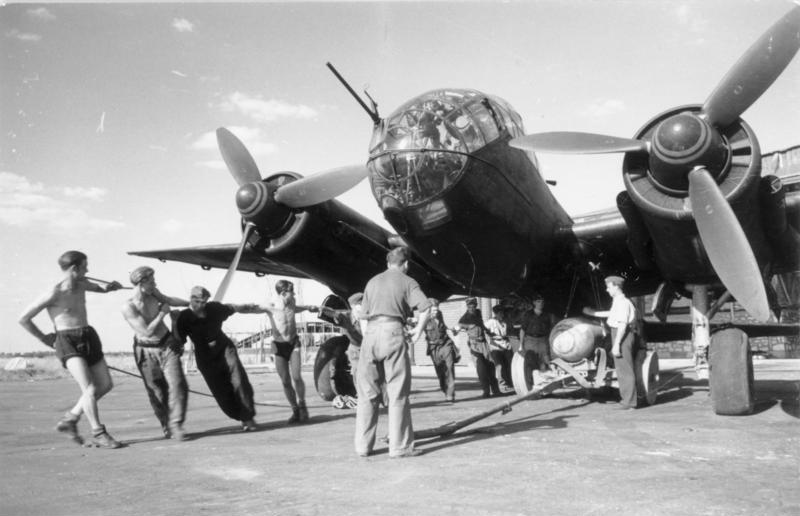
Junkers Ju 188 A-3 a terra durante le operazioni di carico, Francia 1944.

Lo Junkers Ju 188 era un monoplano ad ala media, bimotore, di costruzione interamente metallica (duralluminio), con rivestimento lavorante, impiegabile come bombardiere in quota e in picchiata (con angolo massimo di 60°), aerosilurante, ricognitore.
L'ala era a struttura bilongherone e presentava un marcato diedro positivo. Era fortemente rastremata in pianta, tanto da avere terminali praticamente a punta. Il bordo d'attacco era munito di dispositivo antighiaccio ad aria calda, quello di uscita era interamente occupato da superfici mobili, internamente dagli ipersostentatori, esternamente dagli alettoni, due per semiala, con quelli più interni muniti di alette di correzione. Le versioni da bombardamento in picchiata avevano due freni aerodinamici a persiana, applicati all'intradosso alare, esternamente alle gondole dei propulsori, all'altezza del longherone anteriore. Nella parte posteriore delle gondole motori erano ricavati gli alloggiamenti, chiusi con portelli, nei quali rientravano gli elementi principali del carrello d'atterraggio. Essi erano monoruota, con gambe di forza singole, dotate di pneumatici della misura 1140x410 mm. Sia la retrazione del carrello che l'impianto frenante era a comando idraulico. Nell'intradosso alare, tra le gondole motrici e la fusoliera, erano installati quattro attacchi per bombe (ETC) con portata fino a 2.000 kg. Nelle versioni da ricognizione erano solo due, per serbatoi supplementari da 300 litri, sostituiti nelle versioni aerosilurante da due attacchi PVC 1006B per siluri LT1B o LT F5b. L'impennaggio di coda era del tipo cruciforme, con le superfici rivestite in metallo e i timoni in tela. Questi erano provvisti di "becchi" di compensazione e di alette di correzione, quella del direzionele estesa a tutto il bordo d'uscita. Un dispositivo automatico a comando idraulico variava l'incidenza dello stabilizzatore quando erano azionati gli ipersostentatori.
La fusoliera aveva sezione ovale, era costituita da due semigusci, superiore ed inferiore, ed era suddivisa in tre sezioni. Quella anteriore costituiva l'abitacolo, che aveva un elevato Coefficiente di penetrazione aerodinamica ed un'ottima visibilità, grazie all'esteso rivestimento trasparente formato da pannelli curvi, il cui profilo, privo di gradini, si raccordava senza soluzione di continuità alla gondola ventrale, nella quale si trovava il portello di accesso al velivolo. Nell'abitacolo, secondo il concetto tipico dei bombardieri tedeschi della "centrale di combattimento" (Kampfkopf), si trovavano i quattro membri dell'equipaggio: pilota, puntatore, operatore radio e mitragliere. In essa si trovavano gli impianti radio, tutto l'armamento difensivo, e per le versioni che ne erano dotate, il radar. In certe versioni l'equipaggio era ridotto a tre membri.
L'armamento difensivo era suddiviso in varie postazioni:
- Postazione A, posizionata a prua, armata con un cannone Mauser MG 151/20 da 20 mm.
- Postazione B-2, posizionata in torretta girevole EDL 131 sovrastante l'abitacolo, armata un cannone Mauser MG 151/20 (nelle versioni con propulsori Jumo 213) o una mitragliatrice Rheinmetall-Borsig MG 131 da 13 mm (in quelle con propulsori BMW 801)
- Postazione B-1, dietro la torretta girevole, con una mitragliatrice Rheinmetall-Borsig MG 131 da 13 mm
- Postazione C, posta nella parte posteriore della gondola ventrale, armata con una mitragliatrice Rheinmetall-Borsig MG 131 o un complesso binato MG 81Z da 7,92 mm.

La strumentazione variava leggermente da una versione all'altra e, a causa della conformazione dell'abitacolo, era suddivisa in diverse plance o consolle.
La sezione centrale, alla quale erano collegate le semiali, comprendeva le stive per il carico offensivo e uno dei serbatoi del carburante. Gli altri serbatoi del combustibile si trovavano nelle ali. Nella sezione caudale si trovava il vano di retrazione del ruotino (ruota da 560x200 mm), chiuso con portelli, quello del canotto di salvataggio, le bombole di ossigeno e, nelle versioni da ricognizione, le apparecchiature fotografiche.

### Motori
L'impianto propulsivo si basava, nelle versioni E, F e R, di due motori radiali BMW 801 a 14 cilindri a doppia stella, mentre nelle altre versioni erano due Junkers Jumo 213A, raffreddati a liquido, dotati di radiatori anulari. Tali radiatori disponevano di una capottatura a sezione circolare, per cui talvolta vengono definiti come "falsi radiali". I propulsori azionavano eliche tripala metalliche a passo variabile in volo.
- Junkers Jumo 213: motore in linea a 12 cilindri a V rovesciata, che nel corso dello sviluppo utilizzò soluzioni tecniche particolarmente adatte per l'impiego alle quote elevate; tuttavia, proprio in ragione di tali caratteristiche, venne assegnato di preferenza ai velivoli da caccia, soprattutto con l'avanzare del conflitto e la crescente necessità di fronteggiare i bombardieri alleati.
- BMW 801: motore radiale a 14 cilindri che, malgrado la struttura complessivamente semplice, nelle prime versioni fu caratterizzato da problemi di surriscaldamento. Questo propulsore erogava 1.732 CV al livello del mare e 1.440 CV a 5.700 m.

Entrambi questi propulsori potevano utilizzare il sistema di iniezione metanolo/acqua, denominato MW 50 (dal tedesco Methanol/Wasser 50%).

## Versioni

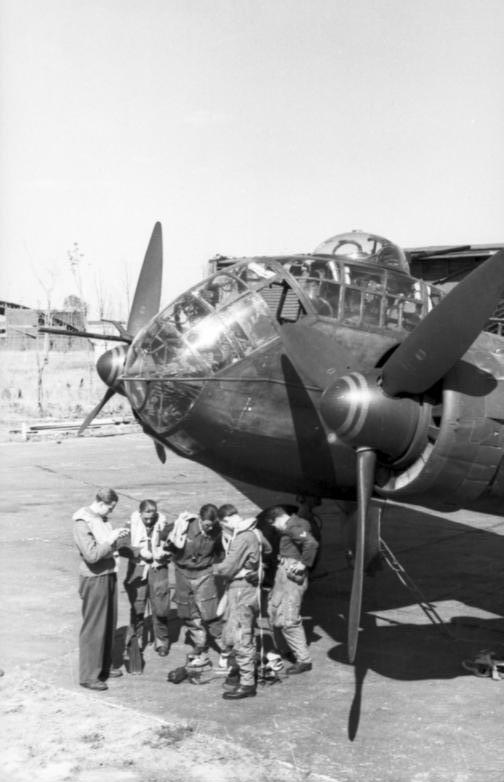
Ultimi preparativi prima della missione.

Dati tratti principalmente da "The Hugo Junkers Homepage", dove non indicato diversamente.
- Ju 188 A: versione iniziale, munita di propulsori Junkers Jumo 213A-1 da 1.750 CV. Fu la seconda versione ad uscire dagli stabilimenti, dopo la "E-1", a causa dei ritardi nelle consegne dei propulsori Jumo 213

A-0: sottoversione di preserie realizzata all'inizio dell'estate del 1943.
A-1: sottoversione destinata al ruolo di bombardiere in picchiata, non realizzata.
A-2: sottoversione da bombardamento munita del propulsore Junkers Jumo 213A1, e del dispositivo MW 50 per l'iniezione di acqua e alcol metilico che consentiva l'incremento a 2.240 CV della potenza dei propulsori al decollo.
A-3: sottoversione aerosilurante, equipaggiata con propulsori Junkers Jumo 213A-1, radar di ricerca dei bersagli navali Lorenz FuG 200 Hohentwiel e privo degli attacchi alari per le bombe.
- Ju 188 B: denominazione volutamente non utilizzata, al fine di non ingenerare confusione con il Ju 88 B;
- Ju 188 C: anche questa denominazione avrebbe dovuto essere saltata; venne tuttavia utilizzata per indicare un prototipo, Ju 188C-0, munito di torretta di coda comandata elettricamente dalla cabina di pilotaggio, armata con due mitragliatrici MG 131 da 13 mm, con puntamento attraverso due periscopi (uno superiore ed uno inferiore); tale soluzione venne comunque abbandonata per problemi di affidabilità.[4]
- Ju 188 D: versione da ricognizione, avente le stesse caratteristiche dei velivoli della versione "A", dalla quale differiva per essere priva di armamento offensivo e del cannone anteriore, ma dotata di serbatoi di carburante supplementari per incrementarne l'autonomia operativa. Rimase in produzione fino al febbraio 1945 nelle sottoversioni:

D-1: sottoversione con caratteristiche corrispondenti alla "A-1";
D-2: sottoversione da ricognizione dotata di radar Lorenz FuG 200, installato nel muso del velivolo.
D-3: sottoversione realizzata in circa 20 esemplari, consegnati al I./KG 66 nella primavera del 1945 per l'impiego come marcatori di bersagli.
- Ju 188 E: progettata insieme alla variante "A", di cui aveva le stesse caratteristiche, ma montava motori BMW 801 da 1.700 CV. Fu la prima versione di serie ad essere prodotta.

E-0: sottoversione da bombardamento in quota ed in picchiata, prima versione ad entrare in servizio operativo, dotata di propulsori BMW 801L da 1.600 CV.
E-1: sottoversione da bombardamento, la seconda versione ad entrare in servizio operativo, dotata di propulsori BMW 801G-2 da 1.700 CV.
E-2: sottoversione aerosilurante, del tutto simile alla "A-3", ma con motori "BMW 801", costruita in pochissimi esemplari.
- Ju 188 F: versione da ricognizione, corrispondente alla versione "E", dotata di propulsori BMW 801, prodotta in serie nelle sottoversioni:

F-1: sottoversione analoga alla "E-1".
F-2: sottoversione corrispondente alla variante "E-2", ma dotata di dispositivo GM-1 per l'iniezione di ossido di diazoto.
- Ju 188 G: versione da bombardamento, progettata con nuovo disegno della fusoliera al fine di incrementare la dimensione del vano bombe; in coda era inizialmente prevista l'installazione di una torretta azionata manualmente, ma le dimensioni non furono considerate sufficienti dal Reichsluftfahrtministerium che diede indicazioni per l'installazione della torretta comandata a distanza prevista per la versione "C".

G-0: versione destinata ad ovviare alla carente difesa del settore posteriore. Venne installata una torretta, con servente, armata con quattro mitragliatrici Rheinmetall-Borsig MG 131 da 13 mm sovrapposte, con contestuale eliminazione della postazione sopra l'abitacolo. Tale soluzione si rivelò impraticabile e si tornò alla postazione telecomandata nella sottoversione G-2.
G-1: sottoversione dotata di propulsori Junkers Jumo 213, non costruita in quanto i propulsori vennero destinati di preferenza ad equipaggiare gli aerei da caccia.
G-2: sottoversione con i motori BMW 801 di cui venne prevista la produzione. Era priva di attacchi alari e portava l'intero carico bellico offensivo, pari a 3.300 kg, in una stiva ventrale in legno. Nessun esemplare venne terminato prima della conclusione del conflitto.
G-3: sottoversione aerosilurante, non realizzata.
- Ju 188 H: versione da ricognizione analoga alla "G" che, come la precedente, non vide la luce.

H-2: sottoversione da ricognizione, non realizzata.
- Ju 188 R: variante da caccia notturna, con motori BMW 801G-2, sviluppata in concorrenza con il caccia Heinkel He 219.

R-0: versione di preserie da caccia notturna, armata con cinque cannoni Mauser MG 151/20 e dotata di radar FuG 212. Realizzato sicuramente un esemplare, mentre per altri due non è certo che siano stati costruiti. Erano previste anche ulteriori combinazioni d'armamento come 4 cannoni MG 151/20 da 20 mm o 2 MK 103 da 30 mm.
- Ju 188 S: versione per l'impiego ad alta quota, dotata di propulsori Junkers Jumo 213E-1, abitacolo pressurizzato e completamente ridisegnato, e priva di qualsiasi armamento difensivo.

S-1: sottoversione che raggiungeva una velocità massima di 765 km/h ad alta quota ed aveva una tangenza di 11.700 m.
S-1/U-1: sottoversione destinata all'appoggio tattico, armata con cannone BK-5 da 50 mm.
- Ju 188 T: versione per l'impiego ad alta quota, dotata di propulsori Junkers Jumo 213E-1, abitacolo pressurizzato e completamente ridisegnato, e priva di qualsiasi armamento difensivo.

T-1: sottoversione munita di dispositivi GM-1, raggiungeva una velocità massima di 700 km/h a 11.500 m
Nel corso del 1943 venne previsto di migliorare le prestazioni di tutte le versioni in produzione, mediante l'adozione di una nuova ala con allungamento e superficie maggiorati, l'introduzione della cabina di pilotaggio pressurizzata (al fine di consentire quote operative più elevate) ed il posizionamento dell'armamento difensivo in una gondola aerodinamica a prua. Vennero studiate tre varianti, discendenti da un unico progetto: la J (caccia notturno), la K (bombardiere) e la L (ricognitore); le modifiche alla cellula e le prestazioni considerevolmente migliorate grazie all'adozione di propulsori studiati appositamente per l'utilizzo alle alte quote, vennero indicate come "Programma Hubertus" e portarono alla ridefinizione del velivolo, che venne mutata in Junkers Ju 388.

## Impiego operativo

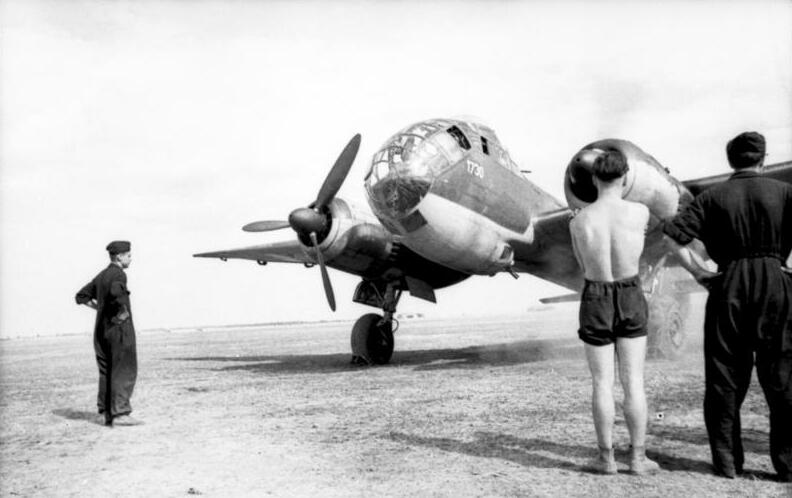
Un Ju 188 E-1 in un campo di volo in Unione Sovietica, mentre accende il motore di sinistra.

I primi esemplari delle sottoversioni Ju 188 E-0 e E-1 uscirono dalla fabbrica di Bernburg nel febbraio 1943. La sottoversione E-0 da bombardamento in quota ed in picchiata, disponeva dei propulsori BMW 801L da 1.600 CV. Le consegne ai reparti del primo lotto di 20 esemplari incominciarono nella primavera dal 1943 e gli aerei entrarono in servizio nel mese di maggio. All'inizio dell'estate del 1943 venne costituito l'Erprobungskommando 188 per la valutazione operativa, successivamente convertito nella 4./KG 66.
All'incirca nello stesso periodo alcuni esemplari vennero consegnati alla Stabstaffel del KG 6 di Creil. Con il procedere della produzione la Luftwaffe arrivò a equipaggiare cinque Kampfgeschwader con gli Ju 188.
Il KG 6 fu il primo reparto a riceverli, a partire dalla tarda estate del 1943, e già all'inizio dell'autunno lì impiegò in incursioni sull'Inghilterra, per poi l'anno seguente partecipare massicciamente all'Operazione Steinbock, ed ai combattimenti sul fronte dell'invasione della Normandia.
Il I.KG 66, specializzato nel ruolo di marcatore di bersagli, fu equipaggiato con gli Ju 188 nell'autunno 1943, partecipò all'Operazione Steinbock, al contrasto dello sbarco alleato in Normandia e all'offensiva delle Ardenne (Operazione Bodenplatte) del dicembre 1944. Nella primavera del 1945 ricevette la sottoversione Ju 188 D-3 specializzata in tale ruolo.
Il KG 2 "Holzhammer", con equipaggiamento misto Ju 188 e Do 217, prese parte all'Operazione Steinbock e subì un pesante logoramento nei combattimenti sulla Normandia, poi, nell'estate 1944, cedette i suoi Ju 188, mantenendo i Dornier Do 217.
Il KG 26 "Löwegeschwader" incominciò a ricevere gli Ju 188A-3 alla fine del luglio 1944. Dal novembre dello stesso anno cominciò il trasferimento del reparto in Norvegia, dove operò fino all'aprile del 1945 contro la Gran Bretagna e i convogli alleati diretti a Murmansk.
Gli Ju 188 entrarono in servizio anche nello speciale Kampfgeschwader 200, un reparto dall'equipaggiamento assai eterogeneo. Tale reparto operava esclusivamente nell'ambito delle operazioni speciali. Gli Ju 188 erano inquadrati nella I Gruppe e, nel 1945, vennero impiegati contro le linee di rifornimento sovietiche, soprattutto in appoggio alle missioni Mistel della II Gruppe contro i ponti sui fiumi Oder, Neisse e Vistola.
Le versioni D ed F ebbero più vasta diffusione ed impiego più esteso, sia nella ricognizione strategica, inquadrate nei Fernaufklärungsgruppen, sia nella ricognizione notturna, nei Nachtaufklärungsgruppen e nelle Staffel "Nacht" dei Fernaufklärungsgruppen, diversi dei quali avevano un organico misto, comprendente Junkers Ju 188, Ju 88 e Dornier Do 217.
L'impiego più intenso si ebbe sul fronte orientale, dove negli ultimi mesi di guerra i ricognitori, oltre ad operare nel proprio ruolo, svolsero anche missioni di interdizione diurna e notturna, nonché di guerra psicologica, lanciando milioni di manifestini sulle posizioni sovietiche. Ai primi di maggio diversi ricognitori si trasferirono in Norvegia. Tra il 17 ed il 18 aprile 1945 un Sonderkommando basato sull'aeroporto di Jüteborg-Damm effettuò missioni suicide contro i ponti sovietici sull'Oder, impiegando anche Ju 188 armati con due bombe da 1.000 kg. All'equipaggio dell'Oberleutnant Baumann fu attribuita la distruzione del ponte ferroviario di Küstrin.
Uno degli Ju 188 F-2, l'esemplare ST+GL, venne impiegato come aereo personale dal Feldmaresciallo Erhard Milch. L'aereo, scelto in virtù delle sue ottime prestazioni velocistiche e di autonomia, disponeva di una livrea mimetica in grigio-azzurro chiaro con sfumature più scure nella parte superiore.

## Utilizzatori

### Periodo bellico
Germania
- Luftwaffe

### Periodo post bellico
Francia
- Armée de l'air
- Aviation navale

dopo la fine della Seconda Guerra Mondiale l'aviazione di marina (Aéronavale) recuperò 30 tra Ju 188E e Ju 188 F abbandonati dai tedeschi sugli aeroporti francesi. Gli aerei vennero revisionati e reimmessi in servizio. Inoltre le autorità francesi ordinarono il completamento di 12 cellule di Ju 188E giacenti presso l'industria aeronautica SNCA du Sud Est. I velivoli svolsero, più che altro, un'intensa attività sperimentale. Gli ultimi aerei vennero radiati dal servizio solamente nel 1956.
 Regno Unito
- Royal Air Force

utilizzò, nel primo periodo dopo la fine della guerra, due esemplari catturati: uno Ju 188A-2 e uno Ju 188A-3 (Wrk Nr 190335 appartenente al 9./KG 26). L'esemplare Ju 188A-3 si arrese alle forze britanniche dopo un atterraggio a Fraserburgh il 2 maggio 1945.

### Riviste
- (EN) The Fortuitous 'Avenger'......Junkers' One Eighty-Eight, in Air International, Vol. 22, No 4, Bromley, UK, Fine Scroll, aprile 1982,  pp. =179-187, ISSN 0306-5634 (WC · ACNP).